# Вязье (Дедовичский район)
Вя́зье — деревня в Дедовичском районе Псковской области России. Входит в состав Вязьевской волости.
Расположена на севере района, в 12 км к северо-западу от райцентра Дедовичи, на реке Шелонь.

## Население
| 2000 | 2001 | 2002 | 2010 |
| ---- | ---- | ---- | ---- |
| 641  | →641 | ↗669 | ↘543 |

Численность населения деревни по оценке на начало 2001 года составляла 641 житель.

## История
До апреля 2015 года деревня была административным центром Вязьевской волости (её центр был перенесён в деревню Погостище).